# Faustus d'Auch
Faustus ou Fauste est évêque d'Auch au VIe siècle.
Il assiste au concile de Mâcon de 585. D'après le témoignage de Grégoire de Tours, il meurt peu après.
Il a embelli et agrandi l'abbaye Saint-Martin qui se trouvait dans la ville basse d'Auch. Son ami, le poète Venance Fortunat a rédigé un poème sur l'abbaye.